# Valódi levéltetűformák
A valódi levéltetűformák (Aphidinea) a rovarok (Insecta) osztályában a félfedelesszárnyúak (Hemiptera) rendjébe sorolt valódi levéltetűfélék (Aphididea) családjának névadó alcsaládja két recens nemzetséggel és további négy kihalt nemmel.

## Származásuk, elterjedésük
A kozmopolita taxon fajai megtalálhatók mindenfelé, ahol edényes növények élnek, de a leggyakrabban a mérsékelt égövben.

### Magyarországon honos fajaik
Ebbe az alcsaládba tartozik a Magyarországon honos levéltetvek többsége. A legismertebb hazai fajok:
- fekete levéltetű (Aphis fabae)
- Aphis farinosa
- zöldfoltos burgonya-levéltetű (Aulacorthum solani)[1]
- uborka-levéltetű (Aphis gossypii)
- oleander-levéltetű (Aphis nerii)
- zöld alma-levéltetű (Aphis pomi)
- bodza-levéltetű (Aphis sambuci)
- labdarózsa-levéltetű (Aphis viburni)
- Brachycaudus lychnidis
- sárga szilva-levéltetű (Brachycaudus helichrysi)
- mandula-levéltetű (fekete mandula-levéltetű, feketefoltos mandula-levéltetű, Brachycaudus amygdalinus)
- levélpirosító ribiszke-levéltetű (Cryptomyzus ribis)
- levélpirosító alma-levéltetű (Dysaphis devecta)
- szürke alma-levéltetű (Dysaphis plantaginea)
- hamvas szilva-levéltetű (Hyalopterus pruni)
- tulipánfa-levéltetű (Illinoia liriodendri)
- közönséges burgonya-levéltetű (Macrosiphum euphorbiae)[1]
- zöld levéltetű (zöld rózsa-levéltetű, Macrosiphum rosae)
- csalán-levéltetű (Microlophium carnosum)
- fekete cseresznye-levéltetű (Myzus cerasi)
- Myzus lythri
- kajszilevéltetű (Myzus mumecola)
- zöld őszibarack-levéltetű (Myzus persicae)
- Pterocomma pilosum
- szürke kéregtetű (Pterocomma salicis)
- tündérrózsa-levéltetű (Rhopalosiphum nymphaeae)
- fűre váltó zöld almalevéltetű (Rhopalosiphum insertum)
- zselnicemeggy-levéltetű (Rhopalosiphum padi)
- gabona-levéltetű (kis gabona-levéltetű, angol gabona-levéltetű, Sitobion avenae)[2]
- nagy bogáncs-levéltetű (Uroleucon cirsii)

## Életmódjuk, élőhelyük
Fajaik közül feltűnően sok két gazdanövényes úgy, hogy az elsődleges (áttelelő) gazdanövény valamilyen fa (többnyire gyümölcsfa), a másodlagos (nyári) pedig lágyszárú

## Rendszertani felosztásuk
Az alcsaládot két recens nemzetségre és négy nemzetségbe sorolatlan, kihalt nemre bontják.
1. valódi levéltetű-rokonúak (Aphidini) nemzetség két alnemzetséggel:
- Aphidina alnemzetség 22 nemmel:
  - Aleurosiphon
  - Andinaphis
  - Anthemidaphis
  - Aphis
  - Brachyunguis
  - Braggia
  - Casimira
  - Chomaphis
  - Eastopiella
  - Ephedraphis
  - Misturaphis
  - Nevadaphis
  - Paradoxaphis
  - Pehuenchaphis
  - Protaphis
  - Ryoichitakahashia
  - Sanbornia
  - Seneciobium
  - Siphonatrophia
  - Szelegiewicziella
  - Toxopterina
  - Xerobion
- Rhopalosiphina alnemzetség 11 nemmel:
  - Asiphonaphis
  - Hallaphis
  - Hyalopterus
  - Hysteroneura
  - Melanaphis
  - Mordvilkoiella
  - Pseudasiphonaphis
  - Pseudotoxoptera
  - Rhopalosiphum
  - Schizaphis
  - Swirskiaphis

2. Macrosiphini nemzetség 244 nemmel:
- - Abstrusomyzus
  - Acaudella
  - Acaudinum
  - Acuticauda
  - Acutosiphon
  - Acyrthosiphon
  - Akkaia
  - Allocotaphis
  - Alphitoaphis
  - Amegosiphon
  - Ammiaphis
  - Amphicercidus
  - Amphorophora
  - Amphorosiphon
  - Anaulacorthum
  - Anthracosiphon
  - Antimacrosiphon
  - Anuraphis
  - Anuromyzus
  - Aphidura
  - Aphiduromyzus
  - Aphthargelia
  - Artemisaphis
  - Aspidaphis
  - Aspidophorodon
  - Atarsos
  - Aulacophoroides
  - Aulacorthum
  - Avicennina
  - Berberidaphis
  - Bipersona
  - Blackmania
  - Blanchardaphis
  - Brachycaudus
  - Brachycolus
  - Brachycorynella
  - Brachymyzus
  - Brachysiphoniella
  - Brevicoryne
  - Brevicorynella
  - Brevisiphonaphis
  - Burundiaphis
  - Cachryphora
  - Capitophorus
  - Capraphis
  - Carolinaia
  - Catamergus
  - Cavariella
  - Cedoaphis
  - Ceruraphis
  - Chaetomyzus
  - Chaetosiphon
  - Chaitaphis
  - Chakrabartiaphis
  - Chitinosiphon
  - Chondrillobium
  - Chusiphuncula
  - Clypeoaphis
  - Codonopsimyzus
  - Coloradoa
  - Corylobium
  - Cryptaphis
  - Cryptomyzus
  - Cryptosiphum
  - Cyrtomophorodon
  - Davatchiaphis
  - Decorosiphon
  - Defractosiphon
  - Delfinoia
  - Delphiniobium
  - Diuraphis
  - Durocapillata
  - Dysaphis
  - Eichinaphis
  - Elatobium
  - Eomacrosiphon
  - Epameibaphis
  - Ericaphis
  - Ericolophium
  - Eucarazzia
  - Eumaerosiphum
  - Eumyzus
  - Ferusaphis
  - Flabellomicrosiphum
  - Fullawaya
  - Gibbomyzus
  - Glendenningia
  - Gredinia
  - Gypsoaphis
  - †Halajaphis
  - Hayhurstia
  - Helosiphon
  - Hillerislambersia
  - Himalayaphis
  - Holmania
  - Hyadaphis
  - Hyalomyzus
  - Hyalopteroides
  - Hydaphias
  - Hydronaphis
  - Hyperomyzus
  - Idiopterus
  - Illinoia
  - Impatientinum
  - Indiaphis
  - Indoidiopterus
  - Indomasonaphis
  - Indomegoura
  - Indomyzus
  - Ipuka
  - Iranaphias
  - Jacksonia
  - Kaochiaoja
  - Karamicrosiphum
  - Klimaszewskia
  - Kugegania
  - Landisaphis
  - Lehrius
  - Lepidaphis
  - Linaphis
  - Linosiphon
  - Liosomaphis
  - Lipamyzodes
  - Lipaphis
  - Longicaudinus
  - Longicaudus
  - Longisiphoniella
  - Loniceraphis
  - Macchiatiella
  - Macromyzella
  - Macromyzus
  - Macrosiphoniella
  - Macrosiphum
  - Macrotrichaphis
  - Mastopoda
  - Matsumuraja
  - Megoura
  - Megourella
  - Megourina
  - Meguroleucon
  - Metopeuraphis
  - Metopeurum
  - Metopolophium
  - Micraphis
  - Microlophium
  - Micromyzella
  - Micromyzodium
  - Micromyzus
  - Microparsus
  - Microsiphoniella
  - Microsiphum
  - Miyazakia
  - Muscaphis
  - Myzakkaia
  - Myzaphis
  - Myzodium
  - Myzosiphum
  - Myzotoxoptera
  - Myzus
  - Nasonovia
  - Nearctaphis
  - Neoamphorophora
  - Neomariaella
  - Neomyzus
  - Neopterocomma
  - Neorhopalomyzus
  - Neosappaphis
  - Neotoxoptera
  - Nietonafriella
  - Nigritergaphis
  - †Nigrosiphum
  - Nippodysaphis
  - Nudisiphon
  - Obtusicauda
  - Oedisiphum
  - Ossiannilssonia
  - Ovatomyzus
  - Ovatus
  - Paczoskia
  - Paducia
  - Papulaphis
  - Paramyzus
  - Paraphorodon
  - Pentalonia
  - Pentamyzus
  - Phorodon
  - Pleotrichophorus
  - Plocamaphis
  - Polytrichaphis
  - Pseudacaudella
  - †Pseudamphorophora
  - Pseudaphis
  - Pseudobrevicoryne
  - Pseudocercidis
  - Pseudoepameibaphis
  - Pseudomegoura
  - Pterocomma
  - Raychaudhuriaphis
  - Rhodobium
  - Rhododendraphis
  - Rhopalomyzus
  - Rhopalosiphoninus
  - Richardsaphis
  - Roepkea
  - Rostratusaphis
  - Sappaphis
  - Scleromyzus
  - Semiaphis
  - Shinjia
  - Sinomegoura
  - Sitobion
  - Smiela
  - Sorbaphis
  - Spatulophorus
  - Spinaphis
  - Staegeriella
  - Staticobium
  - Stellariopsis
  - Subacyrthosiphon
  - Subovatomyzus
  - Taiwanomyzus
  - Tauricaphis
  - Tenuilongiaphis
  - Thalictrophorus
  - Titanosiphon
  - Tricaudatus
  - Trichosiphonaphis
  - Tshernovaia
  - Tubaphis
  - Tuberoaphis
  - Tuberocephalus
  - Tumoranuraphis
  - Turanoleucon
  - Ucrimyzus
  - Uhlmannia
  - Uroleucon
  - Utamphorophora
  - Vesiculaphis
  - Viburnaphis
  - Vietaphis
  - Volutaphis
  - Wahlgreniella
  - Xenosiphonaphis
  - Zinia

3.' Besorolatlan, kihalt nemek:
- †Aphidocallis
- †Diatomyzus
- †Huaxiaphis
- †Liaoaphis

## Fordítás
Ez a szócikk részben vagy egészben  az   Aphidinea című angol Wikipédia-szócikk ezen változatának fordításán alapul.  Az eredeti cikk szerkesztőit annak laptörténete sorolja fel. Ez a jelzés csupán a megfogalmazás eredetét és a szerzői jogokat jelzi, nem szolgál a cikkben szereplő információk forrásmegjelöléseként.